# Utah Jazz 1992-1993
La stagione 1992-93 degli Utah Jazz fu la 19ª nella NBA per la franchigia.
Gli Utah Jazz arrivarono terzi nella Midwest Division della Western Conference con un record di 47-35. Nei play-off persero al primo turno con i Seattle SuperSonics (3-2).

## Roster
| N° | Naz.                   | Ruolo | Sportivo          | Anno | Alt. | Peso |
| -- | ---------------------- | ----- | ----------------- | ---- | ---- | ---- |
| 6  | Stati Uniti (bandiera) | G     | Jay Humphries     | 1962 | 191  | 84   |
| 12 | Stati Uniti (bandiera) | G     | John Stockton     | 1962 | 185  | 77   |
| 18 | Stati Uniti (bandiera) | G     | Tim Legler        | 1966 | 193  | 91   |
| 21 | Stati Uniti (bandiera) | A     | David Benoit      | 1968 | 203  | 100  |
| 22 | Stati Uniti (bandiera) | A     | Henry James       | 1965 | 203  | 100  |
| 23 | Stati Uniti (bandiera) | GA    | Tyrone Corbin     | 1962 | 198  | 95   |
| 24 | Stati Uniti (bandiera) | G     | Jeff Malone       | 1961 | 193  | 93   |
| 25 | Stati Uniti (bandiera) | G     | John Crotty       | 1969 | 185  | 84   |
| 32 | Stati Uniti (bandiera) | A     | Karl Malone       | 1963 | 206  | 113  |
| 40 | Stati Uniti (bandiera) | AC    | Mike Brown        | 1963 | 206  | 117  |
| 42 | Stati Uniti (bandiera) | AC    | Larry Krystkowiak | 1964 | 206  | 100  |
| 43 | Stati Uniti (bandiera) | A     | Stephen Howard    | 1970 | 206  | 102  |
| 50 | Stati Uniti (bandiera) | C     | Isaac Austin      | 1969 | 208  | 116  |
| 53 | Stati Uniti (bandiera) | C     | Mark Eaton        | 1957 | 224  | 125  |
| 54 | Stati Uniti (bandiera) | C     | James Donaldson   | 1957 | 218  | 125  |

## Staff tecnico
- Allenatore: Jerry Sloan
- Vice-allenatori: Phil Johnson, Gordon Chiesa, David Fredman
- Preparatore atletico: Don Sparks